# Antonio García Aranda
Antonio García Aranda, detto Toño (Alcalá de Henares, 7 novembre 1989), è un ex calciatore spagnolo, di ruolo difensore.

## Caratteristiche tecniche
È un terzino sinistro.

## Palmarès

### Club

#### Competizioni nazionali
- Segunda División: 1

Levante: 2016-2017